# 桂王 (明朝第四任)
桂王朱慈？（？—1662年），明朝第二代桂王桂恭王朱由的兒子，名字已佚，只知為「慈」字輩的明朝宗室。他何時襲封桂王已不可考，但應於其叔永曆帝朱由榔稱帝之後襲封桂王，後隨其入昆明。
永曆十六年（1662年）四月，朱慈？遇害，明朝桂國滅亡。